# Castillo de Castielfabib
El castillo de Castielfabib es una fortaleza existente en la villa de Castielfabib, municipio del Rincón de Ademuz, en la provincia de Valencia (Comunidad Valenciana, España).

## Historia
La zona en la que se ubica el castillo fue tempranamente poblada, como lo prueban los hallazgos de restos arqueológicos correspondienets a los períodos ibero y romano.
La fortaleza de Castielfabib parece sin embargo tener un origen árabe y se sabe que fue conquistada por Pedro II de Aragón en el año 1210, tras un largo asedio a su castillo. Una vez terminada la conquista de la zona y expugnado el castillo, Pedro II celebró y presidió en él, y durante tres días, las Cortes Generales de Aragón. Más tarde el castillo fue recuperado por los musulmanes, para ser definitivamente reconquistado por Jaime I de Aragón, quedando como lugar de la Corona de Aragón con los derechos de los diezmos cedidos a la Orden del Temple, que pasarían a la Orden de Montesa en 1319.
A partir del siglo XIV los datos que se conocen sobre Castielfabib no hacen sino aludir a los continuos conflictos bélicos que no dejaron de sucederse desde 1364, con la guerra con Castilla, y que ocasionaron continuos destrozos y devastaciones en el conjunto de la villa y su castillo, como son la Guerra de la Independencia, las Guerras Carlistas o la última guerra civil española, hasta el punto que la iglesia-fortaleza, las ruinas del castillo y sus murallas se hallan íntimamente unidos.
Son muchas las guerras en las que se ha visto involucrado Castielfabib, y entre ellas la del rey de Castilla Alfonso XI y el monarca aragonés Pedro IV de Aragón, aunque más tarde ambos aunarían esfuerzos para hacer frente a la invasión de los benimerines, y que por este motivo fortificaron diversas plazas, entre ellas la de Castielfabib. Un segundo hecho relevante sobre la población fue la llamada guerra de los Dos Pedros, en la que la fortaleza destacó por su ubicación e inexpugnabilidad. Durante la ocupación francesa el castillo fue utilizado como cárcel y como comandancia militar.
En 1835, durante la Primera Guerra Carlista (1833-1840), se procedió a la reconstrucción del castillo para la guerra. Para ello se buscó mano de obra entre los pueblos circunvecinos, de los que concurrían multitud de pobres que se ocupaban en el trabajo, otros en clase de arrestados, e incluso a las mujeres se les hacía transportar cargas de agua. El trato dispensado a aquellos infelices fue muy inhumano, no obligándoles únicamente a trabajar más de lo que podían, sino que fueron puestos a disposición de unos capataces de aspecto tosco, que les maltrataban con palos, látigos y cadenas. Cuando las tropas nacionales ocuparon el castillo, arruinaron las nuevas obras fabricadas.

## Descripción
Esta fortaleza ha sido objeto de algunas campañas de excavaciones arqueológicas, entre las que destaca la llevada a cabo en el verano de 1998 por la Generalitat Valenciana, bajo la dirección del arqueólogo Juan José Barragán.
Como antigua villa-fortaleza son bastantes los restos que quedan diseminados por todo el pueblo, unos integrados dentro de las viviendas, y otros solitarios como vestigios erectos del pasado.
La parte del castillo que actualmente se conserva es la torre del homenaje, de la que recientemente se ha restaurado el paseo de ronda, actualmente adaptada a la Iglesia Parroquial de Nuestra Señora de los Ángeles.
La torre del homenaje se alza sobre un promontorio rocoso que domina el valle, el pueblo y la carretera. Esta posición viene dada por la función estratégico-defensiva que cumplía en el momento de su construcción, hacia el siglo XII, aprovechando una parte del castillo cuyos orígenes parecen ser inicialmente, romanos y posteriormente árabes.
Tras su construcción inicial, el edificio ha sufrido numerosas reformas, modificaciones y añadidos en su primitivo núcleo medieval, consistente en una estructura a base de arcos de diafragma con capillas laterales entre contrafuertes de bóvedas de crucería y techumbre de madera, tipología que corresponde a la de las denominadas Iglesias de Reconquista. En el siglo XVI se le añadió la sacristía, el campanario y capillas en el tramo de los pies. En el siglo XVIII y principios del XIX se revistió el interior de los arcos diafragma para formar una iglesia de tres naves con bóveda de cañón, con lunetos en la nave central, decorando uno de los tramos de dicha nave con pinturas al fresco alusivas al Misterio Eucarístico. En este momento se recreció el presbiterio y se recubrió con cúpula sobre tambor similar a la situada sobre la capilla de la Comunión. El archivo y la imaginería se destruyeron durante la Guerra Civil, a excepción de un Cristo de reducidas dimensiones del siglo XVII. Son de destacar las importantes muestras de pintura mural gótica aparecidas tras iniciarse las tareas de la reconstrucción que actualmente se está llevando a cabo.
Dado su interés arquitectónico y cultural, el castillo y murallas de Castielfabib constituyen un espacio protegido.
El mejor lugar para contemplar el conjunto del castillo e Iglesia fortaleza es desde «La Torreta», atalaya y punto vigía que constituía el cerramiento de la villa medieval por occidente.--

## Galería

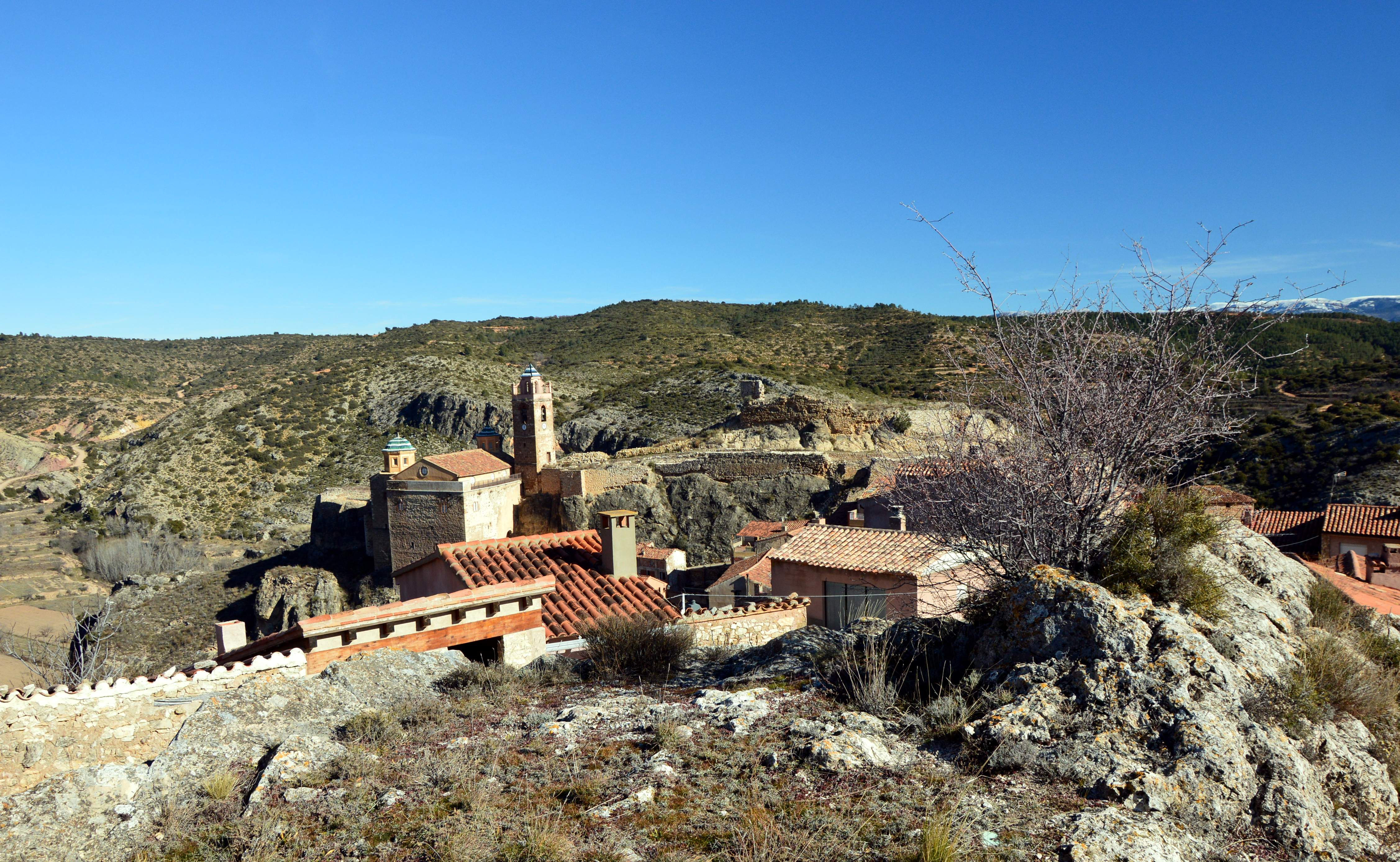
Paisaje urbano de Castielfabib, con la iglesia-fortaleza y el castillo desde «La Torreta» (2019).
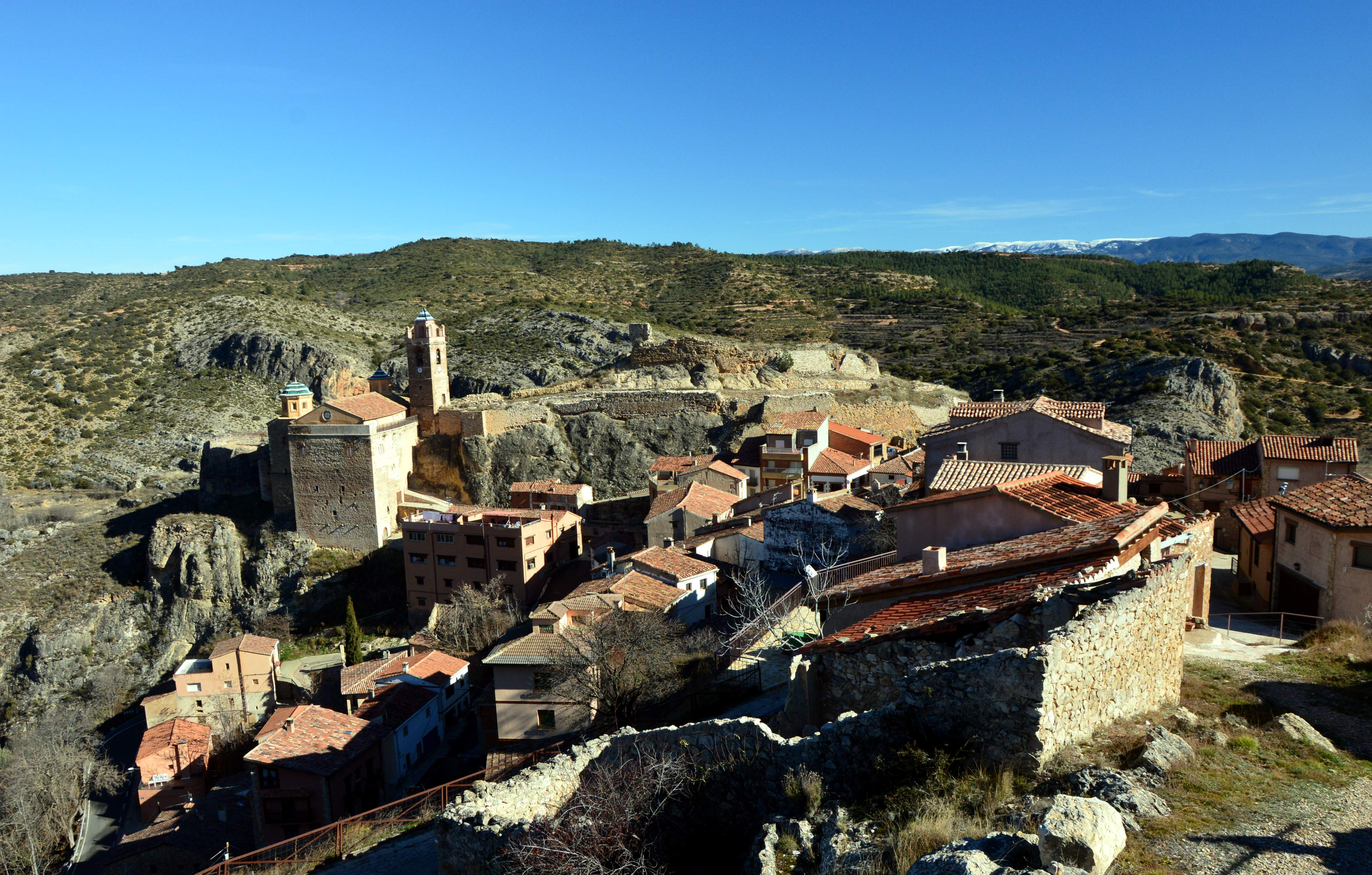
Paisaje urbano de Castielfabib, con la iglesia-fortaleza y el castillo desde «La Torreta» (2019).
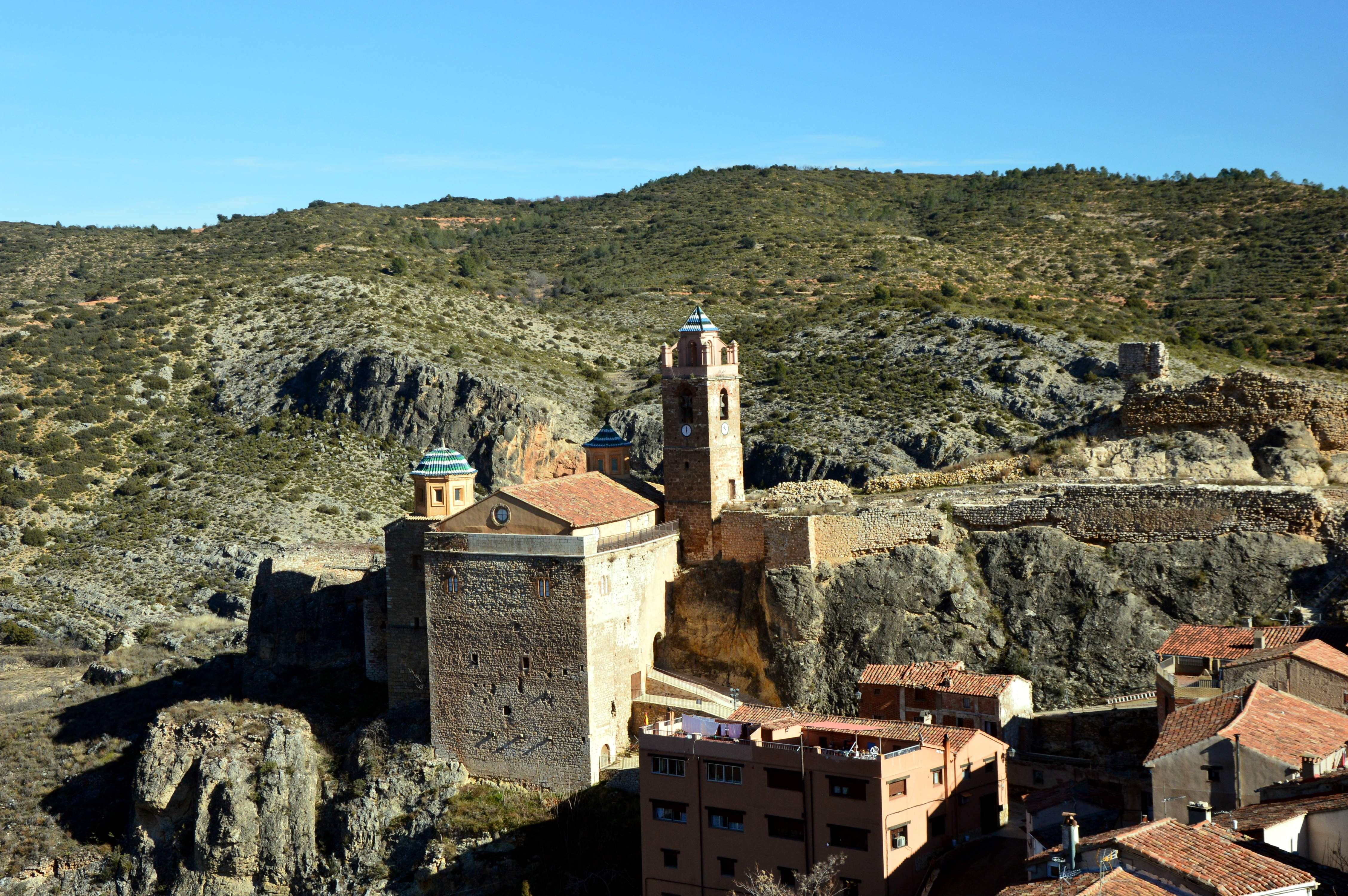
Paisaje urbano de Castielfabib, con la iglesia-fortaleza y el castillo desde «La Torreta» (2019).
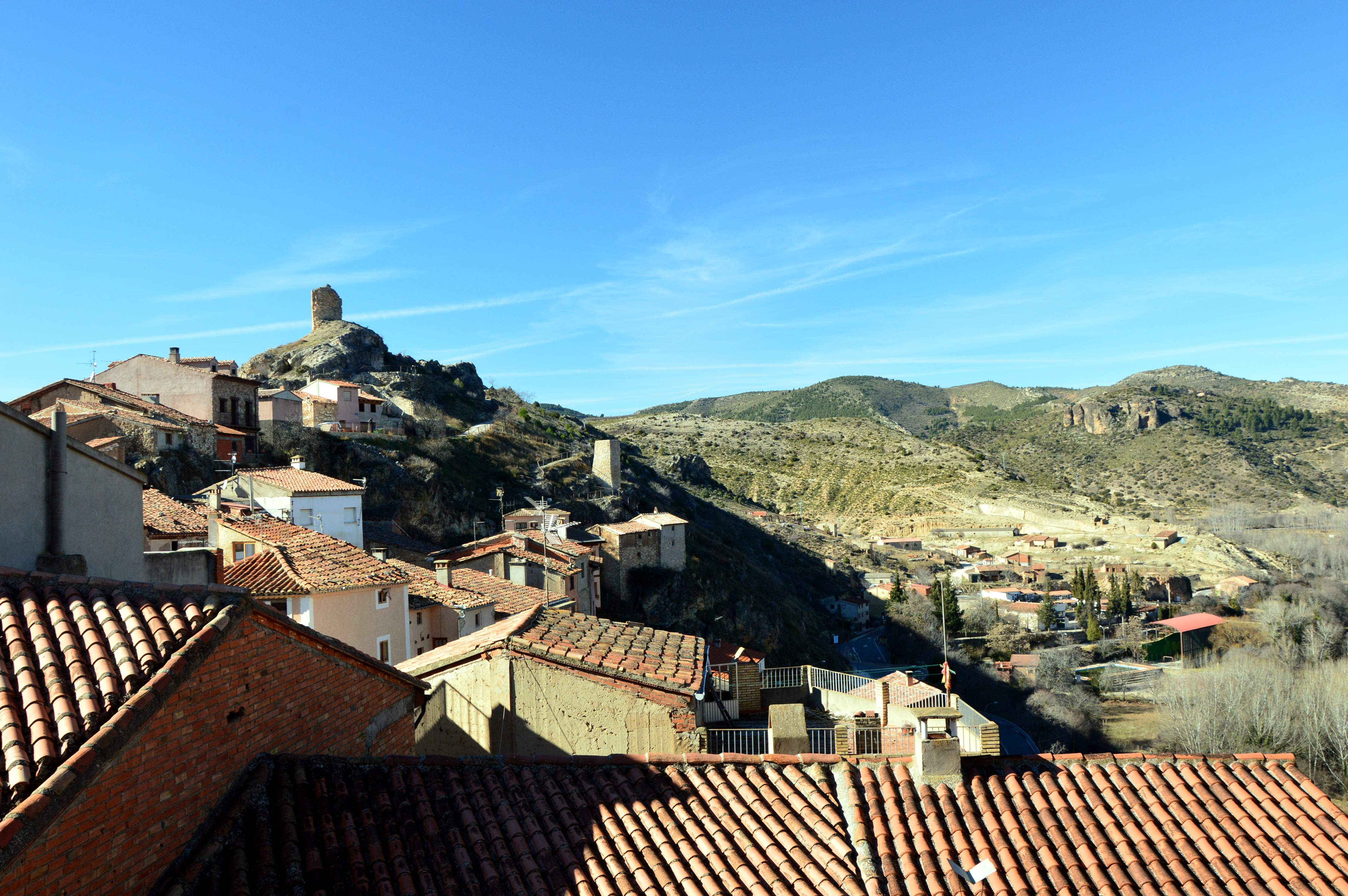
Paisaje urbano de Castielfabib, con «La Torreta» al fondo izquierda, desde el castillo (2019).